# Ricard Marcet Picard
Ricard Marcet Picard (Móra de Rubiols, 1890-Sabadell, 1939) fou un pintor i dibuixant de Sabadell. La seva localitat i la seva mort prematura fan que es conservi poca informació sobre la seva trajectòria artística. Probablement, la seva condició de sordmut de naixement va condicionar el caràcter auster de la seva pintura.
Consta que l’any 1915 va participar en l'exposició col·lectiva organitzada per l'Acadèmia de Belles Arts de Sabadell com a resposta a la mostra Art Nou Català. L’any 1916 va guanyar el primer premi del concurs de la Festa Major de Sabadell i l’any següent va participar en l’Exposició de pintura local que va organitzar l’Acadèmia de Belles Arts de Sabadell. De nou, els anys 1921 i 1922 formava part de l'exposició col·lectiva d'aquesta entitat.
Va ser un dels artistes que van participar en l'Almanac de les Arts de l'any 1924, en el qual es va reproduir en color un interior de masia, i en el del 1925, on es va reproduir un dibuix.
Com a dibuixant, va treballar per a l'editorial Muntanyola participant en uns quaderns per a l'ensenyament del dibuix, que en el seu moment van considerar-se els millors del mercat. També va fer de dibuixant litògraf de l’impressor sabadellenc Joan Comas Faura. De la seva producció artística destaquen els paisatges i les cuines de pagès.
Conserven obra de Ricart Marcet el Museu Comarcal de Manresa i el Museu d'Art de Sabadell.